# Алгонквинский язык
Алгонквинский (алгонквин, алгонкинский язык, самоназвание: Anicinàbemowin) — язык алгонкинской группы алгских языков, иногда рассматривается как диалект языка анишинаабе. Используется племенем алгонквинов наряду с английским и французским в Квебеке и Онтарио. По состоянию на 2006 г. число носителей составляло 2680 человек, из них менее 10 % использовали алгонквинский язык как единственный.

## Название
От этого языка произошло название всей группы алгонкинских языков, что иногда приводит к терминологической путанице. В частности поэтому, в русскоязычной лингвистике принято название с буквой «в» — алгонквинский.
В английском различие достигается иным способом. Этот язык называется Algonquin, а вся группа целиком — Algonquian.

## Классификация
Алгонквинский язык относится к алгонкинским языкам. Многие считают его диалектом языка оджибва. Несмотря на то, что носители алгонквинского языка называют себя Anicinàbe («Anishinaabe») как и оджибва, они традиционно именуются Odishkwaagamii («те, кто на краю озера») самими оджибва.

## Фонетика и фонология

### Согласные
Ниже приведены согласные и аллофоны согласных алгонквинского языка в орфографии (в скобках приведена транскрипция МФА):
|               |                                  | Губно-губные | Альвеолярные | Постальвеолярные | Велярные | Глоттальные |
| ------------- | -------------------------------- | ------------ | ------------ | ---------------- | -------- | ----------- |
| Взрывные      | Звонкие                          | b [b]        | d [d]        |                  | g [g]    |             |
| Взрывные      | Глухие                           | p [p]        | t [t]        |                  | k [k]    |             |
| Взрывные      | придыхательные (только аллофоны) | p [pʰ]       | t [tʰ]       |                  | k [kʰ]   |             |
| Аффрикаты     | звонкие                          |              |              | dj [ʤ]           |          |             |
| Аффрикаты     | глухие                           |              |              | tc¹ [ʧ]          |          |             |
| Фрикативные   | звонкие                          |              | z [z]        | j [ʒ]            |          |             |
| Фрикативные   | глухие                           |              | s [s]        | c¹ [ʃ]           |          | h [h]       |
| Носовые       |                                  | m [m]        | n [n]        |                  |          |             |
| Аппроксиманты |                                  | w [w]        | y [j]        |                  |          |             |

1. Некоторые общины используют «tc» и «c», некоторые «tch» и «ch», некоторые «ch» и «sh».

#### Придыхательные аллофоны
В алгонквинском языке согласные p, t and k не аспирированы интервокально (то есть между гласными) или после m или n и аспирированы в начале слова. Так, kìjig («день») обычно произносится [kʰiːʒɪg], но anokì kìjig («рабочий день») произносится [ʌnokiː kiːʒɪg].
h может произноситься как [h], так и [ʔ].

### Гласные
Краткие
- a [ʌ]
- e [e] или [ɛ]
- i [ɪ]
- o или u [ʊ]

Долгие
- à (также á или aa) [aː]
- è (также é или ee) [eː]
- ì (также í или ii) [iː]
- ò (также ó или oo) [oː]

#### Дифтонги
- aw [aw]
- ay [aj]
- ew [ew]
- ey [ej]
- iw [iw]
- ow [ow]

### Ударение
Ударение в алгонквинском регулярно, но не фиксировано, а зависит от долготы гласных. В слове без долгих гласных ударение падает на второй слог слова, но в случае, если слово содержит долгую гласную (à, è, ì, ò) ударение падает на неё. Если слово содержит 4 или более слога, то основное ударение падает либо на второй, а дополнительное ударение на четные слоги, если в слове нет долгих гласных, либо на долгую гласную, с дополнительным ударением на четных от неё слогах. Например: [ni-ˡbi], [ˡsiː-ˈbi], [mi-ˡki-ˈzi], [ˡnaː-no-ˈmi-da-ˈna].

## Морфология
По своему строю алгонкинский язык — полисинтетический. Основа предложения — глагол, который путём присоединения морфем может выражать смысл целого предложения.

## Лексика
Примеры лексики (названия животных):
- Adik — «скот»
- Adjidamò — «белка»
- Amik — «бобёр»
- Chàngwèchi — «норка»
- Chigosi — «ласка»
- Mahìgan — «волк»
- Makwa — «медведь»
- Mòz — «лось»
- Nigig — «выдра»
- Pijiw — «рысь»
- Akokodjìch — «сурок»
- Wàwàckèchi — «олень»
- Wajack — «ондатра»
- Wàbichèsè — «куница»
- Chigàg — «скунс»